# Rixton
Rixton (tidigare Relics) är ett engelskt pop- och R&Bband bildat i Manchester 2012 som består av Jake Roche (son till skådespelaren och komikern Shane Richie), Charley Bagnall, Lewi Morgan och Danny Wilkin. De är signade för School Boy (skapat av Scooter Braun) och Interscope Records. Deras första singel, "Me and My Broken Heart" (släppt 14 mars 2014) ifrån deras EP med samma namn har hamnat på låtlistorna i länder som: Australien (43), Kanada (17), Frankrike (191), Sverige (33) och USA (14, 18). Rixton har även varit förband till bland annat, Demi Lovato, Ariana Grande och Ed Sheeran.

## Medlemmar
- Jake Roche – sång, rytmgitarr
- Charley Bagnall – sologitarr, bakgrundssång
- Danny Wilkin – basgitarr, keyboard, bakgrundssång
- Lewi Morgan – trummor, bakgrundssång

## Diskografi
Album
- 2015 – Let The Road

EP
- 2014 – Me and My Broken Heart

Singlar
- 2014 – "Me and My Broken Heart"
- 2014 – "Wait on Me"

## Priser och nomineringar
- 2014 Rixton – Teen Choice Award for Choice Music Group (Nominerade)
- 2014 "Me and My Broken Heart" – Teen Choice Award for Choice Single Group (Nominerade)
- 2014 Rixton – Teen Choice Award for Choice Music: Breakout Group (Nominerade)
- 2014 Rixton – Teen Choice Award for Choice Summer Music Star: Group (Nominerade)
- 2015 Rixton – Kids' Choice Award for UK Fave Breakthrough (Vann)